# Kaple svaté Anny (Řevničov)
Kaple svaté Anny v Řevničově je malá prostá barokní kaple z 18. století. Nachází se v parčíku před rybníčkem na Tyršově náměstí. Kaple je chráněna jako kulturní památka.

## Stavební podoba

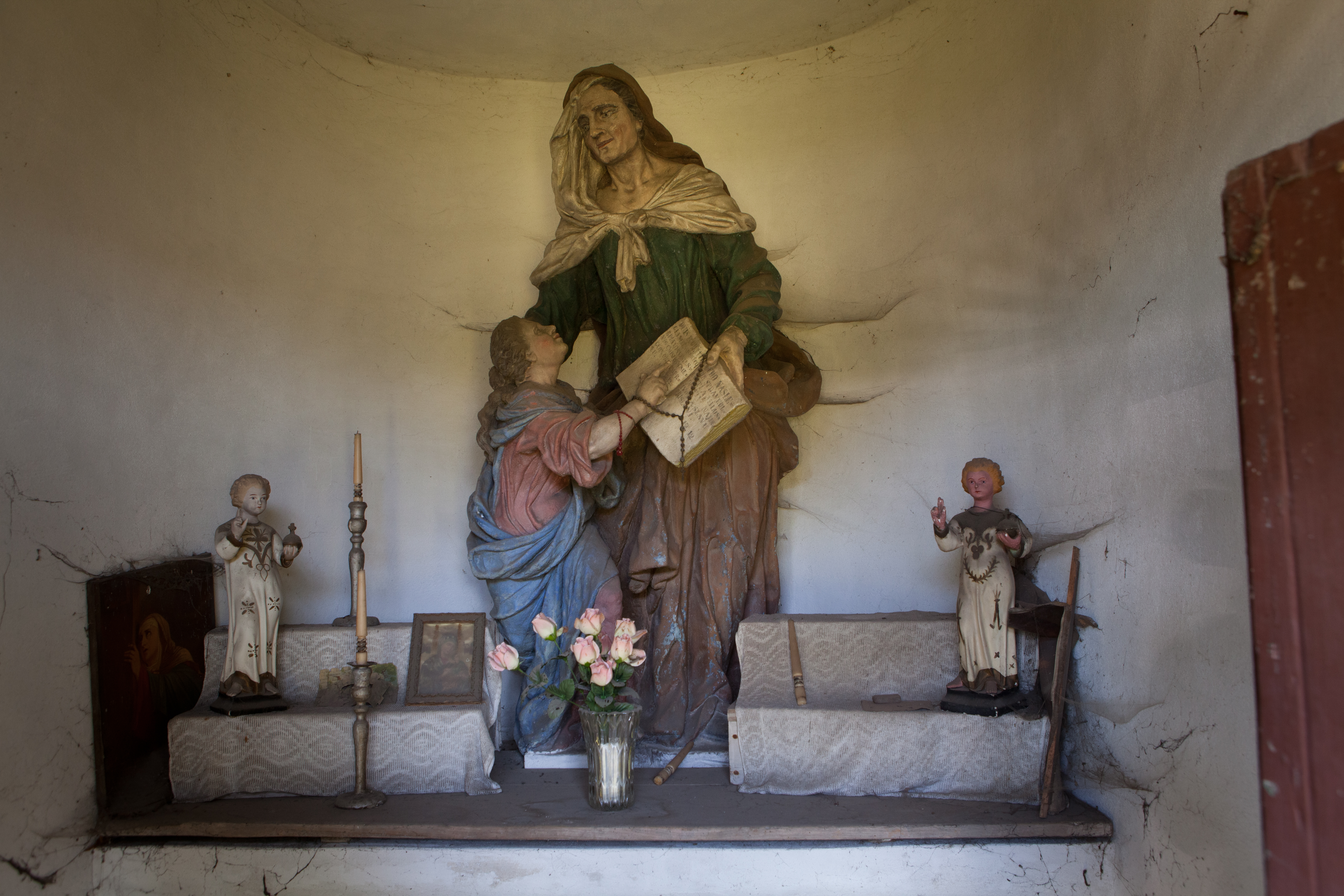
Interiér kapličky se světicí a andělíčky

Průčelí kaple s obdélný půdorysem a polokruhovým závěrem zdobí dvojice pilastrů po stranách vchodu, jehož klenbu uzavírá z fasády vystupující klenák. Nad ním se nachází drobná nika s konchou. Oba pilastry jsou završeny římsovými hlavicemi, které nesou trojúhelníkový štít). Na vrcholové části štítu je umístěn kovaný jetelový kříž.